# 카라스코 국제공항
카라스코 국제공항(영어: Carrasco/General Cesáreo L. Berisso International Airport, IATA : MVD, ICAO : SUMU)은 몬테비데오 부근의 카라스코에 있는 국제공항이자 우루과이의 최대 공항으로 몬테비데오 동쪽 부근 카라스코의 시우다드데라코스타(Ciudad de la Costa) 북부에 있다.

## 개요
2003년 공항의 모든 업무를 민영 투자 그룹인 푸에르타 델 수르(Puerta Del Sur)에 넘겼다. 우루과이의 국영 항공 회사인 프루나 항공을 비롯하여 아르헨티나 항공, 아메리칸 항공, 란 항공, TACA 항공 등 여러 항공사들이 취항한다. 평균 해면고도는 32m로 여객기와 터미널 건물을 잇는 승강용 통로인 제트웨이(jetway)가 유리로 되어 있어 공간감과 현대적인 느낌을 준다. 활주로는 2개인데, 아스팔트로 되어 있으며 길이는 각각 2,250m, 3,200m이다.

## 운항 노선
| 항공사          | 목적지                                                             |
| --------------- | ------------------------------------------------------------------ |
| 아르헨티나 항공 | 부에노스아이레스(호르헤 뉴베리, 에세이사)                          |
| 에어프랑스      | 부에노스아이레스(에세이사), 파리(샤를 드골)                        |
| 아메리칸 항공   | 마이애미                                                           |
| BQBLA 항공      | 부에노스아이레스(에세이사), 포르투알레그레, 리베라, 로자리오, 살토 |
| 코파 항공       | 파나마시티                                                         |
| GOL 항공        | 포르투알레그리, 리우데자네이루(갈레앙), 상파울루(구아룰류스)       |
| 이베리아 항공   | 마드리드                                                           |
| LAN 항공        | 산티아고데칠레, 리마                                               |
| SLA 항공        | 부에노스아이레스(호르헤 뉴베리), 로자리오                          |
| 아비앙카 페루   | 리마                                                               |
| TAM 항공        | 리우데자네이루(갈레앙), 상파울루(구아룰류스)                       |

### 화물 노선
| 항공사                   | 목적지                   |
| ------------------------ | ------------------------ |
| 플로리다 웨스트 국제항공 | 마이애미                 |
| LANCO                    | 마이애미, 산티아고드칠레 |